# Et Cetera (band)
Et Cetera var en canadisk progressiv rockgruppe fra Québec. Gruppen nåede kun at udsende et enkelt album i 1976, 
inden den gik i opløsning. Gruppens særpræg var at en af sangerne var kvinde, de sang på fransk, og benyttede det elektroniske instrument Ondes Martenot.